# Orleans (Indiana)
Orleans es un pueblo ubicado en el condado de Orange en el estado estadounidense de Indiana. En el Censo de 2010 tenía una población de 2142 habitantes y una densidad poblacional de 483,64 personas por km².

## Geografía
Orleans se encuentra ubicado en las coordenadas 38°39′40″N 86°27′6″O / 38.66111, -86.45167. Según la Oficina del Censo de los Estados Unidos, Orleans tiene una superficie total de 4.43 km², de la cual 4.43 km² corresponden a tierra firme y (0.06%) 0 km² es agua.

## Demografía
Según el censo de 2010, había 2142 personas residiendo en Orleans. La densidad de población era de 483,64 hab./km². De los 2142 habitantes, Orleans estaba compuesto por el 98.6% blancos, el 0.09% eran afroamericanos, el 0.28% eran amerindios, el 0.37% eran asiáticos, el 0% eran isleños del Pacífico, el 0% eran de otras razas y el 0.65% pertenecían a dos o más razas. Del total de la población el 0.61% eran hispanos o latinos de cualquier raza.